# 南埔 (新竹縣)
南埔，是臺灣新竹縣北埔鄉的一個傳統地域名稱，位於該鄉西部。相較於今日行政區，其範圍大致包括南埔村、大林村西南部大坪溪以西部分、南坑村北部凸出部分。

## 歷史
台灣清治末期至日治初期，南埔地區為一街庄，稱為「南埔庄」，隸屬於竹北一堡。該庄西邊北段及北邊隔峨眉溪與中興庄、北埔庄為界，東隔大坪溪與小份林庄、大坪庄為界，南邊為南坑庄、石硬仔庄，西邊南段與月眉庄為界。
1901年（日治明治三十四年）11月，全台廢縣廳改設二十廳，該庄隸屬於新竹廳。1909年（明治四十二年）10月，合併二十廳為十二廳，該庄隸屬不變。1920年（大正九年），廢十二廳改設五州二廳，該庄改制為「南埔」大字，隸屬於新竹州竹東郡北埔庄，大字下有「南埔」、「番婆坑」、「大分林」、「九分子」小字名。
戰後北埔庄改制為北埔鄉，隸屬於新竹縣，大字亦改制為村。1950年桃、竹、苗分治，北埔鄉隸屬不變。

## 交通
鄉道竹37線（大林街、大坪路）是上面盆寮至內大坪的道路，大致以縱向蜿蜒經過南埔地區東部中南段邊界地帶，向北經北埔市區可前往上面盆寮並止於鄉道竹45線，向南轉東再轉南可前往內大坪並止於內豐石橋。
鄉道竹45線是上大壢至大分林的道路，其南側端點位於本地區東部偏北的大分林鄉道竹37線路口。由此向西北蜿蜒而行至南埔聚落後轉東北行，經南埔大橋後出界，續行經北埔市區西側、水磜子西部、大壢地區東部邊界地帶而止於草山地區的鄉道竹40線、竹46線（新湖路一段、水仙路）路口。